# Пам'ятник Тарасові Шевченку (Борщів, 1991)
Пам'ятник Тарасові Шевченку в Борщеві — пам'ятник українському поетові Тарасові Григоровичу Шевченку в місті Борщеві на Тернопільщині. Розташований біля Краєзнавчого музею.
Пам'ятка монументального мистецтва місцевого значення, охоронний номер 1304.
Встановлений у 1991 році. Розташований у центрі міста на вулиці Шевченка. Виготовлений з карбованої міді, постамент — із граніту. Висота скульптури — 13,2 м, постамента — 1,3 м.
Скульптор — Іван Сонсядло, архітектор — Віктор Бабій.